# Voïvodie de Nowogródek (1507-1795)
Ne doit pas être confondu avec Voïvodie de Nowogródek.
1507–1795
Entités précédentes :
- Grand-duché de Lituanie

Entités suivantes :
- Empire russe

La voïvodie de Nowogródek (en polonais : województwo nowogródzkie, en latin : Palatinatus Novogrodensis) était une division administrative du grand-duché de Lituanie ayant existé de 1507 à 1795, avec pour capitale la ville aujourd'hui biélorusse de Nowogródek. Elle a été créée à partir d'un ancien duché lituanien.

## Histoire
La voïvodie était composée de trois comtés (Nowogródek, Wołkowysk, Slonim), ainsi que du duché de Sloutsk. Il avait deux sénateurs, deux députés au Sejm, et deux députés pour le Tribunal lituanien. La famille Radziwiłł représentait la principale force politique de la voïvodie. La voïvodie de Nowogródek a cessé d'exister à la suite du troisième partage de la Pologne.